# ATI TruForm
TruForm — технологія, розроблена компанією ATI, яка використовує теселяцію і застосовується в графічних платах, що відповідають специфікаціям DirectX 8, DirectX 9 і OpenGL і випускаються як для комп'ютерів Macintosh, так і для IBM PC. Вперше технологія була задіяна в картах Radeon 8500, але не була частиною специфікацій DirectX та OpenGL. Технологія була відома також під назвою N-patch, і працювала на пізніших моделях відеокарт ATI Radeon за допомогою DirectX 9.0.
Наступник ТІМС-блоку під брендом «ATI TruForm» був включений до серії Radeon HD 2000 (доступний з червня 2007 року) та новіших продуктів: апаратна теселяція за допомогою TeraScale.
Підтримка апаратної теселяції стала обов’язковою лише в Direct3D 11 і OpenGL 4. Теселяцію, як визначено в цих API, підтримують лише нові продукти TeraScale 2 (VLIW5), представлені у вересні 2009 року, і продукти на основі GCN (доступні з січня 2012 року). ТІМС блок у GCN, що виконує теселяцію, є «геометричним процесором».

## Опис
Перед застосуванням методів бамп-мапінгу, що покращують ефект піксельних шейдерів, таких як звичайний і паралакс-маппінг, що імітує високодеталізований об'єкт, створювалися вигнуті 3D-поверхні в іграх за допомогою великої кількості трикутників. Технологія TruForm створює справжні вигнуті поверхні на основі трикутників, використовуючи теселяцію цієї поверхні, тобто створюючи нові, більш деталізовані полігональні моделі. Це було розроблено для покращення якості візуальної графіки та зниження навантаження на графічну шину даних без значного зниження частоти кадрів за рахунок застосування апаратної геометричної обробки.
TruForm була масово прийнята розробниками ігор, оскільки для повноцінної роботи вона вимагала, щоб моделі розроблялися з розрахунком застосування цієї технології. Для забезпечення цієї можливості без появи будь-яких візуальних дефектів, таких як "надута" зброя, моделі повинні були мати спеціальні мітки, що вказують, які області потрібно теселювати. Причиною відсутності широкої підтримки цієї технології стало небажання розробників ділити своїх гравців на тих, хто має такі відеокарти, і тих, хто їх не має.
У наступних версіях драйверів серії Catalyst підтримка TruForm була прибрана.
Починаючи з Radeon X1000, TruForm більше не рекламувався як апаратна можливість. Тим не менш, карти Radeon 9500 і вище (поряд з апаратною підтримкою Shader Model 2.0), включаючи технологію рендеринга у вершинний буфер (Render to Vertex Buffer), могли використовуватися для теселяції в додатках. Що ж до серії Radeon X1000, то такі карти підтримували зв'язку до 5 R2VB буферів одночасно. Теселяція як окрема апаратна технологія повернулася у графічних процесорах Xenos та Radeon R600.

## Ігри з підтримкою TruForm
- Bugdom
- Half-Life
- Counter-Strike (ati_subdiv «2.0», ati_npatch «1.0»)
- Tom Clancy’s Rainbow Six
- Soldier of Fortune
- Soldier of Fortune II: Double Helix
- Quake (TruQuake Patch)
- Quake 2 (TruQuake2 Patch)
- Quake III Arena  [Архівовано 5 березня 2022 у Wayback Machine.] (розроблено RaVeN)
- Hexen II (TruHexen2 Patch)  (разроблено RaVeN )
- Unreal Tournament (TruUT Patch)
- The Elder Scrolls III: Morrowind (неофіційно за допомогою FPS Optimizer)
- Madden NFL 2004
- Return to Castle Wolfenstein
- Serious Sam
- Unreal Tournament 2003 и 2004 (нужно відредагувати файл ігри «.ini» і вказати «UseNPatches=True»)
- Wolfenstein: Enemy Territory
- Command & Conquer: Renegade
- Neverwinter Nights (потрібно відредагувати файл ігри «.ini» і вказати «Enable Truform=1»)
- FTEQW (Quake World, Net Quake, Quake II, Quake, Quake III: Arena, Hexen 2, Nexuiz)  [Архівовано 30 липня 2016 у Wayback Machine.]  [Архівовано 12 вересня 2014 у Wayback Machine.]
- Homeplanet